# Rhododendron keiskei
Rhododendron keiskei är en ljungväxtart som beskrevs av Friedrich Anton Wilhelm Miquel. Rhododendron keiskei ingår i släktet rododendron, och familjen ljungväxter.

## Underarter
Arten delas in i följande underarter:
- R. k. hypoglaucum
- R. k. ozawae

## Bildgalleri

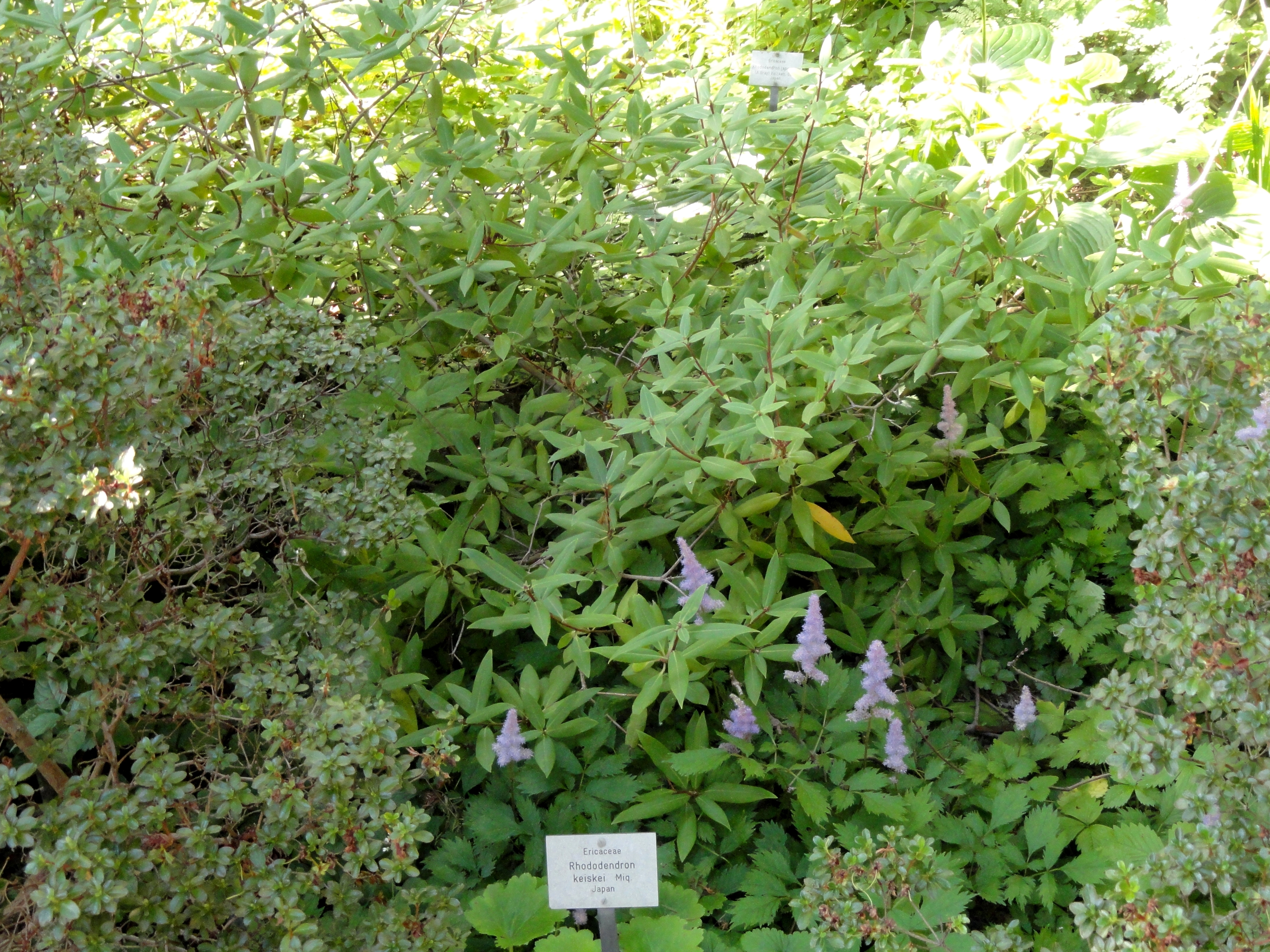
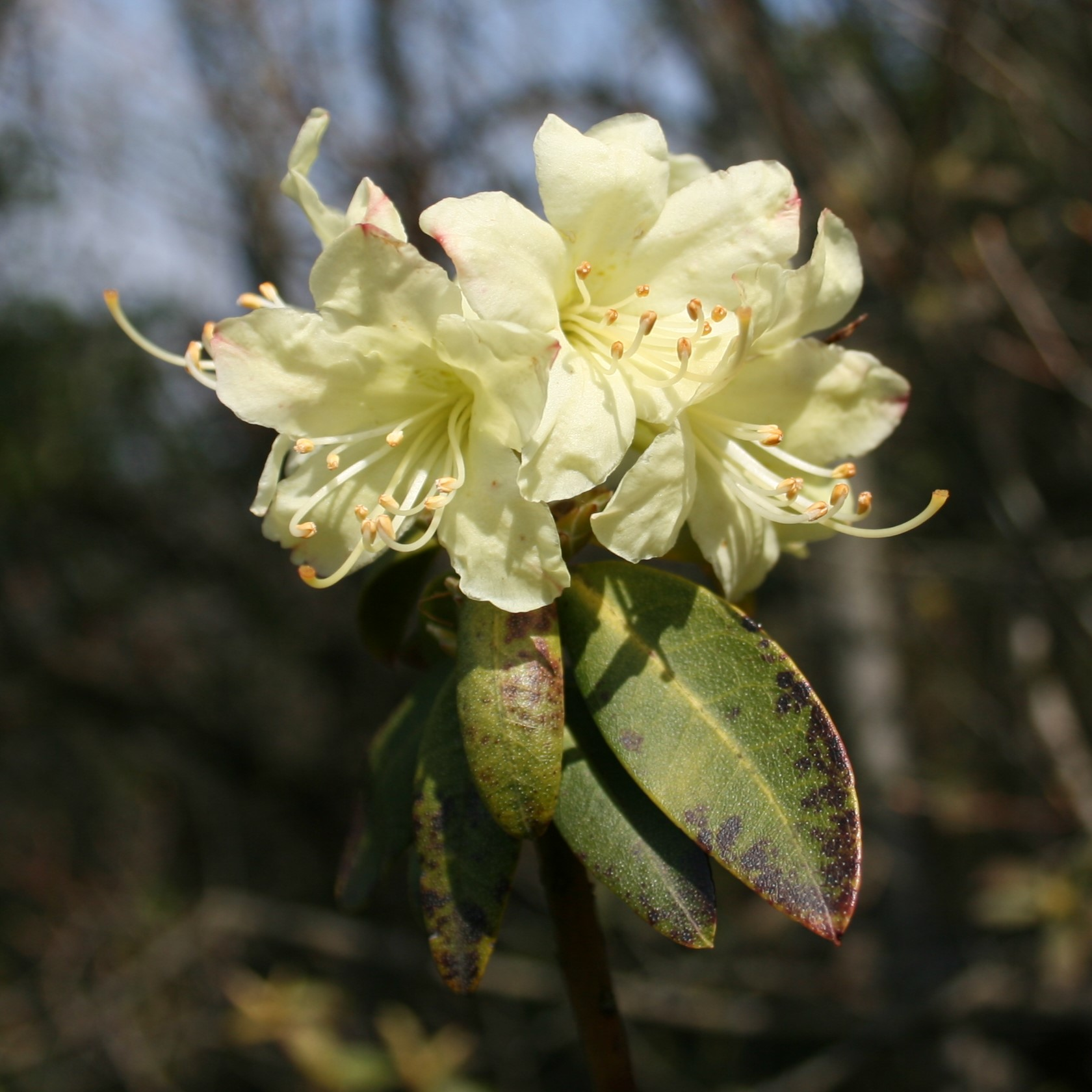
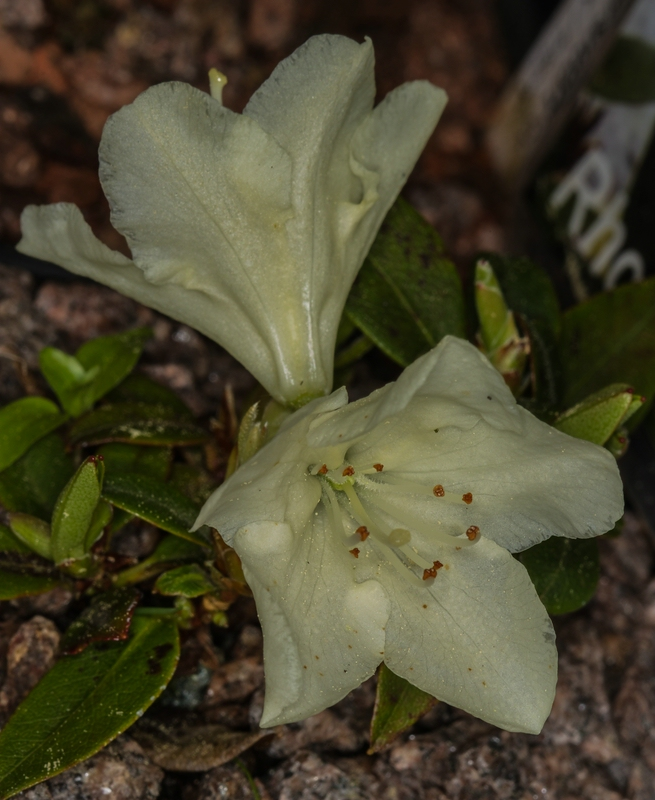
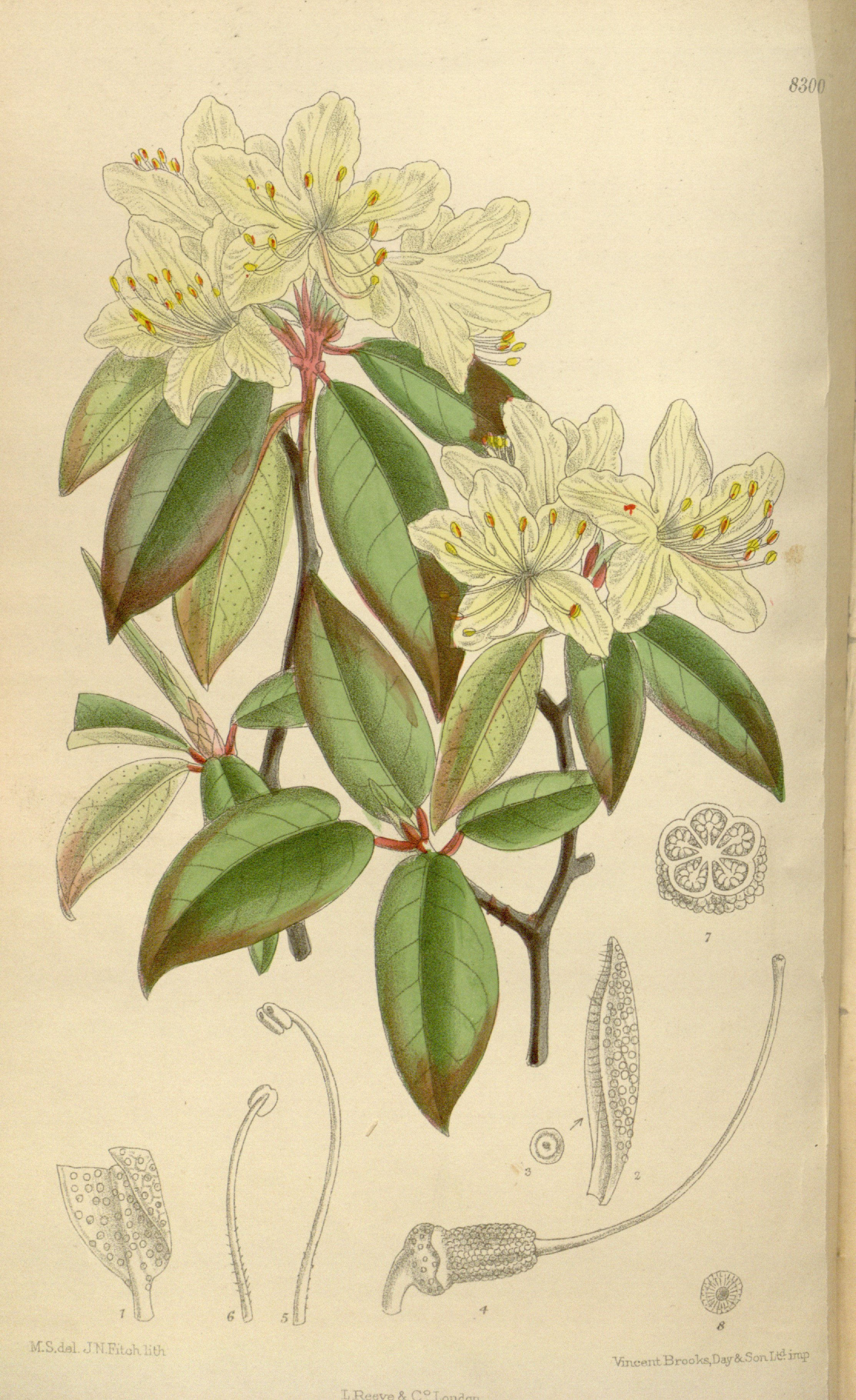